# GUNNM: Gaiden
«Сны оружия: легендарные странствия» (яп. 銃夢外伝) или GUNNM: Gaiden — манга Юкито Кисиро, содержащая три сюжетных ответвления манги Gunnm. В GUNNM: Gaiden появляется несколько новых персонажей, а также дана дополнительная информация о Фабриках и моторболе.

## Описание
После выхода девяти томов Gunnm в журнале Ultra Jump появилось три дополнительных тома GUNNM: Gaiden, которые были опубликованы в 1997 году, но долгое время не издавались отдельной книгой. Позднее манга GUNNM: Gaiden целиком вошла в «люкс» издание манги Gunnm.
18 декабря 2007 года «Легендарные странствия» вышли отдельной книгой, в двух вариантах: простом 銃夢外伝 (ISBN 978-4-08-877356-8) и коллекционном 銃夢外伝　フィギュア付特装版 (ISBN 978-4-08-908061-0). На обложке изображена одетая по-ковбойски Коёми, участвующая в сборе уцелевших членов Армии Bar Jack из главы «Bashaku Ondo».
В коллекционное издание, помимо книги, входит кукла Гали 13 сантиметров высотой и набор оружия, которое она использовала — глефа-балисонг и наручные лезвия.

## Персонажи
В манге присутствуют как старые персонажи Gunnm, так и ряд новых.

### Персонажи Gunnm
Главная героиня Gunnm, девушка-киборг Гали (яп. ガリィ Гари:), потерявшая память, в Gunnm: Gaiden появляется в нескольких ипостасях: во-первых, в качестве игрока в моторбол, который недавно завершил карьеру; во-вторых, как отошедшая от дел охотницы за головами с до сих пор действующей лицензией; наконец, Гали — агент GIB, потому что когда-то ей предложили либо умереть без медицинской помощи, либо присоединиться к этой организации. Кроме неё, в манге присутствуют следующие персонажи:
- Дайсукэ Идо (яп. イドダイスケ Идо Дайсукэ) — бывший гражданин Салема, избежавший «лечения» в MIB[3]. Во время бегства прихватил свою чёрную пушистую кошку по имени Гали. Идо оказался совершенно не приспособлен к вольной жизни, и потому дела у него идут не слишком хорошо: не найдя себе работы, он пошёл в охотники за головами. В конце концов, охотник из него получился довольно посредственный. Девушка, с которой живёт Идо, постоянно ворчит и считает его дармоедом и неудачником.
- Гондзу (яп. ゴンズ Гондзу) — друг Идо, когда-то спасённый им от смерти. Бывший кибер-ветеринар и завсегдатай бара «Канзас». Любит выпить, часто прикладывается к бутылке, которую постоянно носит с собой.
- Биготт Эйзенбург (яп. ビゴット・アイゼンバーグ Биготто Аидзэнба:гу) — глава GIB[2], предложивший Гали стать агентом. Долгое время лично выполнял обязанности оператора Гали, на его пульте находилась кнопка, нажатием которой он мог в случае непослушания ввергнуть Гали в болевой шок. С помощью монитора он следил за всем, что видит и слышит Гали, а также получал информацию с беспилотного летательного аппарата поддержки «Gabriel»[4], управляемого с того же пульта.

### Персонажи Holly Night
- кошка Гали — кошка Идо, которую он взял с собой, когда бежал из Салема. Чёрная и с бубенчиком на шее.
- Дана — девушка, у которой живёт Идо. Практически постоянно им недовольна, называет его дармоедом и неудачником, но не прогоняет.
- Карол — девушка, спасённая Идо от преступника и потерявшая от пережитого шока память.
- Гаусс — кибер-доктор и владелец клиники по починке киборгов. Знакомый Гондзу, которому был рекомендован Идо.
- Дэнкинто — бывший гражданин Салема, теперь открыл клинику по замене кибернетических конечностей на живые путём клонирования. Эта клиника пользуется большим успехом у женщин, желающих вернуть себе человеческое тело.

### Персонажи Supersonic Fingers
- «Сверхзвуковые пальцы» — особо опасный преступник. Киборг, имеющий запрещённый стреляющий имплантат под названием «Сверхзвуковые пальцы». Ему удалось ускользнуть от внимания Фабрик[5], тщательно следящих за запретом на огнестрельное оружие. Более того, в числе прочих он убил нескольких охотников за головами, тем самым совершив преступление «категории A» [6] и опять остался неопознанным. Тем не менее, Фабрики назначили награду в 600 000 за голову того неизвестного преступника.
- «Нос» — частный детектив, взявшийся расследовать покушение на Гали.
- Валром — информант, также исследует покушение на Гали.

### Персонажи Homecoming
- Охранник Поезда № 54 — наёмный охранник поезда, принадлежащего Салему. Как и все наёмники на поезде, имеет право носить огнестрельное оружие, а на его бронежилете чуть ниже шеи прикреплена взрывчатка на случай попытки сбежать с оружием.
- Дэк Ман (Deck Man) (яп. デッキマン Дэкки Ман) № 50 — робот с нечеловеческим телом и с живым человеческим мозгом, у которого подавлено сознание. Принадлежит Салему и официально представляет его внизу. В результате сбоя (из-за случайной пули при нападении на поезд), к нему частично вернулось человеческое сознание.

### Персонажи Bashaku Ondo
- Главный редактор — главный редактор «Screwhead Times»
- Герипери — старый чудаковатый киборг живущий со своей собакой по кличке Чавез, в лачуге возле речки, неподалёку от Фермы № 3, и варящий суп из насекомых, который он называет «супер-питательным». Не рассказывает о своём прошлом, но мастерски владеет фотокамерой и умеет чинит фототехнику. Кроме того в прошлом служил в Армии Bar Jack.
- Акинз(Eakins) — начальник одной из Ферм принадлежащей Салему. Ведущий двойную жизнь, в одной из которых он законопослушный начальник Фермы № 3, полностью подчиняющийся роботам официально представляющим Салем, а в другой разбойничает на большой дороге во главе небольшой банды, состоящей из нескольких жителей Фермы считающих, что нет ничего плохого в том чтобы грабить чужаков. Свои поступки любит оправдывать тем, что разбойничает во имя блага и процветания своей Фермы (умалчивая о своей доле добычи), и этим же оправдывает смерти и убийства. В связи со своей двойной жизнью, отнюдь не похож на обычных бандитов, которые стараются выглядеть пострашнее и погрознее, а выглядит в соответствии со своей основной официальной жизнью — как радушный улыбчивый менеджер, с привычкой вести себя так будто пытается что-то продать.

## Сюжет и список томов
Поскольку Gunnm: Gaiden состоит из сюжетных ответвлений Gunnm, каждая история связана связана с другими через сюжет основной манги.
| История 1: Holly Night (Святая ночь) |
| --- |
| Предыстория Идо: Охотник за головами Идо вместе с кошкой Гали покинул Небесный Город два года назад. Он украшает рождественскую ёлку и слушает ворчание Даны, с которой живёт. Дана, как и все жители нижнего города, никогда слышала про Рождество, не верит рассказам Идо и считает его дармоедом и неудачником. Украсив ёлку, он выходит прогуляться (а за одно и поохотиться). Во время охоты, он упускает преступника, зато спасает девушку. А затем, обнаружив, что она в шоковом состоянии и вся дрожит, сжалившись, приводит её к себе. Даны нет, но она вскоре появляется и по закону Мерфи застает Идо и девушку в двусмысленной ситуации. Устроив сцену, она выгоняет Идо, девушку и кошку, а ёлку выбрасывает вслед. Идо пытается выяснить адрес девушки, но у неё от пережитого шока наступила амнезия. Узнавший эту шокирующую в его ситуации новость, Идо покупает ей и себе в уличном ларьке горячее какао и, раздумывая над ситуацией, даёт ей имя Карол (Carol) — по названию рождественских гимнов именуемых «carol». Чтобы подбодрить себя оптимизмом, он делится с ней своей мечтой открыть свою клинику. В этот момент, начинает идти снег, которого Идо никогда не видел — не только тогда, когда был гражданином Салема, но и за всё время пребывания в нижнем городе. Идо ошарашено рассматривает снег, а Карол начинает танцевать с кошкой Гали. Неожиданно их окликает Гондзу, который узнал Идо и приглашает к себе всю компанию. За едой Гондзу замечает, что из Идо получился довольно посредственный охотник за головами, и что лучше бы ему вернуться к профессии доктора. |
| История 2: Supersonic Fingers (Сверхзвуковые пальцы) |
| События, произошедшие между 4 и 5 томами оригинальной манги: В одном из баров набитом болельщиками идёт телетрансляция последнего матча непобедимого чемпиона моторбола Дзясюгана (ジャシュガン), против пятерых игроков, одна из которых Гали. Матч заканчивается несчастным случаем и гибелью Дзясюгана — у него случается приступ посреди бушующего пожара, и он сгорает заживо. Часть фанатов считает Гали виновной в этой трагической концовке. Утром Гали выходит на крышу потренироваться и получает пулю в голову. Попадание оказывается непрямым, и она выживает, а охотники за наградой начинают погоню за стрелком. |
| История 3: Homecoming (Возвращение домой) / Hometown (Родной город) |
| События произошедшие между 1 и 2 главами 6 тома манги: На один из транспортных конвоев, везущих сырьё для фабрик, было совершено нападение. Выжило только двое один раненый охранник и один из роботов «Фабрики», имеющего тело в виде цилиндра со складными конечностями и человеческий мозг, часть функций которого, включая и волю, подавлена. Во время боя робота задели, и у него что-то сломалось, от чего ему вернулось человеческое сознание. Бывший биоробот отправился на поиски воды для раненного, а Гали согласившаяся стать форсированным агентом Салема, и не привыкшая воспринимать роботов «Фабрики», как существа с человеческим мозгом, получила приказ на его уничтожение. |
| История 4: Bashaku Ondo |
| События произошедшие вскоре после 2 томами манги Gunnm: Last Order (продолжения манги Gunnm): главный редактор «Screwhead Times», в которой работает Коёми отказался опубликовать слишком скандальные фото связанные с Вектором, так как на фото по его мнению недостаточно хорошо видны лица... В это время в редакцию вбегает один из сотрудников с сенсационным известием о том, что по-слухам видели живого Дэна... В результате Коёми получает задание провести журналистское расследование... |